# Emilio del Río Sanz
Emilio del Río Sanz (Logroño, 30 de noviembre de 1963) es escritor, comunicador, profesor titular de la Universidad Complutense de Madrid y activista por las humanidades clásicas. Doctor en Filología Latina por la Universidad Complutense, es Profesor Titular de Filología Latina en la Universidad Complutense. 
Desde 2012 es colaborador del programa No es un día cualquiera y Las mañanas de RNE de Pepa Fernández en Radio Nacional de España con la sección "Verba Volant" dedicada al latín y a la cultura clásica. Es el responsable desde comienzos de 2021 del podcast «Locos por los clásicos» en RNE, uno de los más populares de la Radio pública, por el que ha recibido un Premio Ondas en 2024.
Desde 2021 participa en la tertulia “Entre una fuente y un río” en Onda Madrid, sobre literatura, música y cine. Desde junio de 2023 forma parte de la tertulia "Las cinco letras" en Onda Madrid, sobre gastronomía, literatura y tabernas. Desde febrero de 2023 publica en el periódico Las Provincias noviembre de 2023 publica una columna quincenal en La Vanguardia".
Durante una etapa de su vida se dedicó al servicio público. Ha sido senador en la VII legislatura y diputado por La Rioja en el Congreso durante la XI legislatura y la XII legislatura por el Partido Popular.
En 2019 el Gobierno de España le concedió la Cruz de la Orden Civil de Alfonso X el Sabio «por los méritos contraídos en los campos de la educación, la ciencia, la cultura, la docencia y la investigación en el mundo clásico». Desde julio de 2019 es director general de la Dirección General de Bibliotecas, Archivos y Museos del Ayuntamiento de Madrid. Es fellow del Aspen Institute y miembro del Jurado del Premio Espasa de Ensayo desde el año 2020.

## Biografía
Nacido en la localidad riojana de Logroño. Doctor y licenciado en Filología Clásica por la Universidad Complutense de Madrid, en 1992 defendió su tesis doctoral La influencia del teatro de Séneca en la literatura española, en la misma universidad, por la que obtuvo el Premio Nacional de la Sociedad Española de Estudios Clásicos. Estuvo becado en la Universidad de Oxford en 1994. Es profesor titular en la Universidad Complutense de Madrid.
Es fundador de la Colección Quintiliano de Retórica y Comunicación, en 1996, y miembro del consejo editorial de la misma, que edita el Instituto de Estudios Riojanos, con 19 títulos publicados.
Es miembro del consejo de redacción de Nueva Revista desde su fundación por Antonio Fontán en 1990.
Y es también miembro del Consejo Editorial de la colección Alma Mater del CSIC.
Ha sido miembro del Consejo Social de la Universidad de Alcalá de Henares. Es miembro del Comité de Relaçôes Internacionais de la Faculdade de Tecnologia de la Universidad Federal de Piauí en Teresina en Brasily miembro del Patronato del Colegio Mayor Universitario Isabel de España de la Universidad Complutense de Madrid. 
Es experto en oratoria clásica y comunicación política. Ha impartido numerosos cursos y conferencias sobre oratoria y comunicación.
Desde julio de 2019 es director general de Bibliotecas, Archivos y Museos en el Ayuntamiento de Madrid.

### Carrera política
Ha sido diputado en el Parlamento de La Rioja durante las V, VI y VIII legislaturas; entre 2003 y 2007 fue consejero de Presidencia y Acción Exterior y Portavoz del Gobierno, entre 2007 y 2011 fue consejero de Presidencia y Portavoz del Gobierno y entre 2011 y 2015 fue consejero de Presidencia y Justicia y portavoz del Gobierno.
Formó parte del Comité de Regiones de la Unión Europea desde 1995 hasta 2015. Entre 1996 y 2003 fue secretario general para la Unión Europea y Acción en el Exterior del Gobierno de La Rioja. Dentro del Partido Popular de la Rioja, entre 2002 y 2017 fue vicesecretario de Formación, Estudios y Programas, entre 2002 y 2007 secretario ejecutivo de Comunicación e Imagen, entre 2007 y 2012 vicesecretario ejecutivo de Comunicación y Programas y entre 2012 y 2015 vicesecretario de Participación Social. 
Entre 2000 y 2004 fue senador por La Rioja durante la VII legislatura. En diciembre de 2015 fue elegido diputado por La Rioja al Congreso y reelegido en 2016. Desde abril de 2017 hasta julio de 2018 fue Secretario Nacional de Cultura y Participación Social del Partido Popular.
En el Congreso de los Diputados ha sido portavoz de Cultura del Grupo Parlamentario Popular en el Congreso de los Diputados en la XII Legislatura y vocal de las Comisiones de Educación, Fomento y Agricultura.
Por su labor en el Congreso ha recibido los siguientes premios:
- Premio 2019 de la Unión de Actores de España por su labor como ponente del Estatuto del Artista.[17]
- Premio 2020 de la entidad de gestión de los productores de cine, Egeda,[18] como ponente del Estatuto del Artista.

## Publicaciones
- Index uerborum y concordancia de las Declamationes Maiores y de las Declamationes minores atribuidas a Quintiliano, Instituto de Estudios Riojanos, 1990.
- Quintiliano. Historia y actualidad de la Retórica, (eds.) Tomás Albaladejo, Emilio del Río, José Antonio Caballero, Logroño, Instituto de Estudios Riojanos, 1998.[19]
- Quintiliano y la formación del orador político, (eds.) Tomás Albaladejo, Emilio del Río, José Antonio Caballero, Logroño, Instituto de Estudios Riojanos, 1998.[20]
- Retórica hoy, Tomás Albaladejo, Francisco Chico Rico, Emilio del Río (eds.), Alicante, Universidad de Alicante, 1998.[21]
- Séneca en el Escorial, Emilio del Río y J. Fernández, Ediciones Complutense, Madrid, 2018.[22]
- Latín Lovers (La lengua que hablamos aunque no nos demos cuenta), Editorial Espasa, Barcelona, 2019.[23]
- Calamares a la Romana (Somos romanos, aunque no nos demos cuenta), Editorial Espasa, Barcelona, 2021.[24]
- Locos por los clásicos (Todo lo que debes saber sobre los grandes autores de Grecia y Roma), Editorial Espasa, Barcelona, 2022.[25]
- Pequeña Historia de la Mitología Clásica, Editorial Espasa, 2023.[26]
- Carpe Diem: Autoayúdate con los clásicos, Editorial Espasa, 2025

Es fundador de la Colección Quintiliano de Retórica y Comunicación, en 1996, que edita el Instituto de Estudios Riojanos, con 19 títulos publicados desde su fundación.

## Reconocimientos
- 2024: Mención especial en la categoría Premio Ondas Globales del Podcast a la Trayectoria en la Industria del Podcast en España y Latinoamérica, por su podcast Locos por los clásicos, de RTVE Audio. [28]
- 2023: IV Premio Acción Cívica en defensa de las Humanidades.[29]
- 2023: Premio LIBER de Fomento de la Lectura concedido por la Federación de Gremios de Editores de España[30]
- 2022: Premio Cedro Defensa de la Cultura y de los Derechos de Autor. Centro Español de Derechos Reprográficos.[31]
- 2020 Premio Forqué en su XXV edición: por la labor como ponente de la Ley de Propiedad Intelectual y del Estatuto del Artista concedido por EGEDA, la Asociación de Productores Audiovisuales de España.[32]
- 2020 Premio Alma en octubre de 2020, en su II convocatoria, por la labor como ponente de la Ley de Propiedad Intelectual y del Estatuto del Artista concedido por Alma, Sindicato de Guionistas de España.[33]
- 2019 Premio Especial de la Unión de Actores y Actrices de España en su XVIII convocatoria, la labor como ponente de la Ley de Propiedad Intelectual y del Estatuto del Artista.[34]
- 2019: Cruz de la Orden Civil de Alfonso X el Sabio.[35]
- 2015: Premio Nacional de la Sociedad Española de Estudios Clásicos (SEEC).[36]
- 2014: Premio Nacional de la Sociedad de Estudios Latinos.[37]
- 2013. Premio “Calidad de la Justicia 2013” del Consejo General del Poder Judicial en el apartado “Experiencia para conseguir una Justicia más transparente”, en reconocimiento al trabajo como Consejero de Justicia.[38]
- 2012: Premio Honorífico de la Sociedad de Estudios Latinos.[39]
- 2011: Presidente del Foro Antonio Fontán desde su creación en 2011.[40]
- 1994: Premio Nacional de la Sociedad Española de Estudios Clásicos (SEEC).[1]